# NGC 1474
NGC 1474 (другие обозначения — UGC 2898, MCG 2-10-3, ZWG 442.5, KARA 135, PGC 14080) — спиральная галактика с перемычкой (SBa) в созвездии Телец.
Этот объект входит в число перечисленных в оригинальной редакции «Нового общего каталога».
NGC 1474 может быть тем же объектом, что и IC 2002. NGC 1474 наблюдалась Мартом только один раз, а определённые им координаты объекта оказались очень неточными. IC 2002 была обнаружена Стефаном Жавелом 21 декабря 1903 года. Он измерил её координаты микрометрически, поэтому они получились достаточно правильными. Описание Марта NGC 1474 плохо соответствует описанию Жавела IC 2002, но в той области неба нет другой галактики, которую Март, вероятно, видел. Но всё равно тождественность NGC 1474 и IC 2002 пока точно не определена.